# Campoletis maia
Campoletis maia là một loài tò vò trong họ Ichneumonidae.